# Старошаймурзинское сельское поселение
Старошайму́рзинское се́льское поселе́ние — муниципальное образование в Дрожжановском районе Татарстана Российской Федерации.
Административный центр — село Старое Шаймурзино.

## История
Статус и границы сельского поселения установлены Законом Республики Татарстан от 31 января 2005 года № 21-ЗРТ «Об установлении границ территорий и статусе муниципального образования „Дрожжановский муниципальный район“ и муниципальных образований в его составе».

## Население
| 2002  | 2010  | 2011  | 2012  | 2013  | 2014  | 2015  |
| ----- | ----- | ----- | ----- | ----- | ----- | ----- |
| 1644  | ↘1536 | ↘1531 | ↘1479 | ↘1460 | ↘1423 | ↘1378 |
| 2016  | 2017  | 2018  |       |       |       |       |
| ↘1342 | ↘1315 | ↘1257 |       |       |       |       |

## Состав сельского поселения
| № | Населённый пункт     | Тип населённого пункта       | Население |
| - | -------------------- | ---------------------------- | --------- |
| 1 | Малое Шаймурзино     | деревня                      | ↘22       |
| 2 | Старое Шаймурзино    | село, административный центр | ↘880      |
| 3 | Чувашское Шаймурзино | село                         | 275       |